# 108720 Kamikuroiwa
108720 Kamikuroiwa este un asteroid din centura principală de asteroizi.

## Descriere
108720 Kamikuroiwa este un asteroid din centura principală de asteroizi. A fost descoperit pe 22 iulie 2001 la Kuma Kogen de Akimasa Nakamura. Asteroidul prezintă o orbită caracterizată de o semiaxă mare de 2,75 ua, o excentricitate de 0,03 și o înclinație de 8,1° în raport cu ecliptica.